# متلازمة أبير

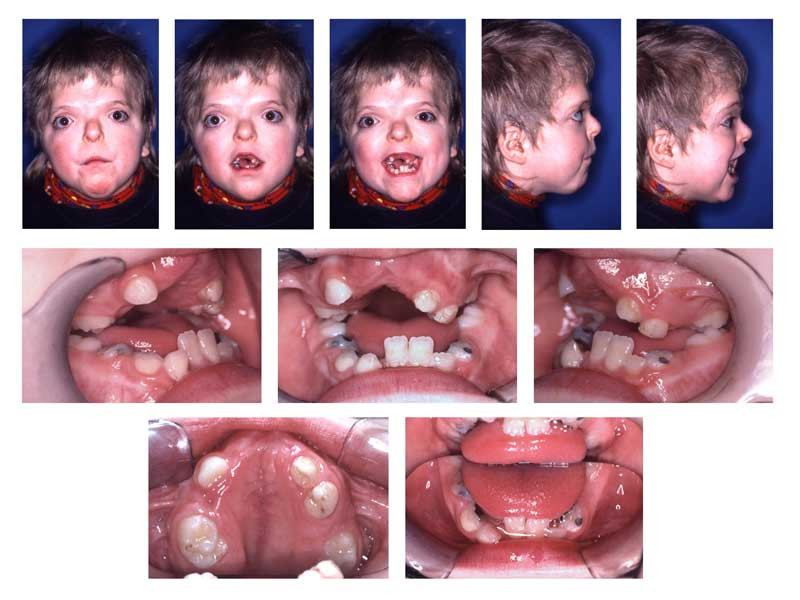
طفل مصاب بمتلازمة أبير

متلازمة أبير (بالإنجليزية: Apert's syndrome)‏ هي مرض نادر يتلازم فيه تعظم الجمجمة المبكر مع درجة معقدة وشديدة من ارتفاق الأصابع في اليدين والقدمين. تصل نسبة حدوثها إلى ما بين 1 من كل 160 ألف و1 من كل 200 ألف مولود حي.
تنسب المتلازمة إلى طبيب الأطفال الفرنسي أوجين أبير (بالفرنسية: Eugène Apert)‏ الذي سجل سنة 1906 تسعة مرضى مصابين بهذه المتلازمة.
إن الدراسة الأكبر أظهرت نسبة حدوث 1 بين 65000 ولادة مع عدم وجود تفضيل بين الجنسين.

## العلاج
الجراحة ضرورية لتجنّب تضرر الدماغ من جرّاء غلق الخيوط الاكليلية. على وجه الخصوص، العملية الجراحية التجميلية.
LeFort III تفصل منتصف الوجه عن بقية الجمجمة من أجل إعادة وضعه في المكان الصحيح. هناك حاجة لعملية جراحية لفصل أكبر عدد ممكن من الأصابع وأصابع القدم.

## العلامات والأعراض

### تعظم الدروز الباكر
تكون تشوهات الجمجمة من التأثيرات الأبرز لمتلازمة تسنم الرأس وارتفاق الأصابع. يحدث تعظم الدروز الباكر بانغلاق الدروز القحفية في وقت مبكر جدًا على الرغم من استمرار نمو دماغ الطفل. الرأس القصير هو النمط الشائع للنمو، حيث تنغلق الدروز الإكليلية قبل الأوان، مما يمنع الجمجمة من التمدد إلى الأمام أو الخلف ويؤدي إلى توسيع الدماغ للجمجمة إلى الجانبين وأعلى. لينتج عن ذلك صفات مشتركة أخرى، جبهة عالية بارزة مع تسطح ظهر الجمجمة. بسبب الانغلاق المبكر للدروز الإكليلية، قد يزداد الضغط داخل القحف، مما يؤثر على القوى العقلية. قد ينمو الوجه ليصبح مسطحًا أو مقعرًا كنتيجة لنقص نمو عظام منتصف الوجه، مما يؤدي إلى حالة تعرف باسم الفقم الفكي الكاذب. قد تتضمن السمات الأخرى لمتلازمة تسنم الرأس وارتفاق الأصابع عظام حجاج سطحية ضحلة وعيونًا متباعدة. وتعتبر الأذنين المنخفضة سمة نموذجية لمتلازمات الأقواس الخيشومية.

### ارتفاق الأصابع
تُظهر جميع متلازمات تسنم الرأس وارتفاق الأصابع مستوى من تشوهات الأطراف، لذا قد يكون من الصعب التمييز بينها. ومع ذلك، فإن تشوهات اليد النموذجية في المرضى الذين يعانون من متلازمة أبير تميزها عن المتلازمات الأخرى. تُظهِر أيدي مرضى متلازمة أبير دائمًا أربع ميزات مشتركة:
1. إبهام قصير مع انحراف كعبري.
2. ارتفاق السبابة والوسطى والبنصر.
3. التحام وقصر السلاميات.
4. ارتفاق بسيط للمساحة الرابعة بين الأصابع.

يكون تشوه المسافة بين السبابة والإبهام متغيرًا. استنادًا إلى المساحة الأولى هذه، يمكننا التمييز بين ثلاثة أنواع مختلفة من تشوهات اليد:
- النوع الأول: يسمى أيضًا يد المجرف، وهو النوع الأشيع والأقل خطورة. يُظهِر الإبهام تقوسًا وانحرافًا كعبريًا ولكنه مفصول عن السبابة. تلتصق السبابة والوسطى والبنصر عند المفاصل السلامية القاصية لتشكل كفًا مسطحًا. خلال المرحلة الجنينية، لا يؤثر ذلك على النمو الطولي لهذه الأصابع، لذلك تمتلك طولًا طبيعيًا. نرى في المساحة الرابعة بين الأصابع دائمًا ارتفاقًا بسيطًا كامل أو غير كامل.
- النوع الثاني: يسمى أيضًا يد الملعقة أو القفاز. يعد هذا شذوذًا أكثر خطورة بسبب اندماج الإبهام والسبابة بارتفاق بسيط كامل أو غير كامل. تكون السلامية البعيدة للإبهام حرة ولها ظفر منفصل. يكون الكف مقعرًا بسبب اندماج الأصابع على مستوى المفاصل بين السلامية البعيدة. في معظم الأحيان، نرى ارتفاق كامل للماحة الرابعة بين الأصابع.
- النوع الثالث: يسمى أيضًا يد الحافر أو البرعم. يعتبر هذا الشكل الأقل شيوعًا والأخطر. يعاني المرضى في هذه الحالة من اندماج عظمي أو غضروفي صلب لجميع الأصابع بظفر واحد. يكون الإبهام متجهًا للداخل ومن المستحيل التمييز بين الأصابع في معظم الحالات. يكون التصوير الصحيح لليد صعبًا جدًا بسبب تداخل العظام، لكن الفحص السريري لا يكفي وحده لقياس شدة التشوه.

### مدى تأثر الأسنان
من السمات الشائعة لمتلازمة تسنم الرأس وارتفاق الأصابع هي الحنك العالي المقوس والفقم الفكي الكاذب (يبدو كبروز الفك السفلي) والحنك الضيق وتزاحم الأسنان.

### علامات أخرى
سُجِّلَت إصابة اثنين من مرضى متلازمة أبير بالفتق السري الولادي من قبل هيرمان تي. وآخرون. (الولايات المتحدة الأمريكية، 2010) وإريكولي ج. وآخرون. (الأرجنتين، 2014). الفتق السري الولادي هو عيب خلقي تكون فيه الأمعاء أو أعضاء البطن الأخرى خارج جسم الرضيع بسبب وجود ثقب في منطقة السرة. ومع ذلك، لم يُثبَت وجود علاقة بين الفتق السري الولادي ومتلازمة أبير حتى الآن، لذلك من الضروري إجراء دراسات إضافية حول الأمر.